# 成都市龙泉驿区第七中学校
成都市龙泉驿区第七中学校是中国四川省成都市的一所中学。

## 历史校训
该校在历史上曾有多个校训。1944年建校时，由时任四川省教育厅长郭有守题“三育并重，文武合一”，此后有“教育求真，学做真人”、“三育并重，文武合一”，直至现在的校训：“厚德，博学，尚美，笃行”。

## 历史沿革
二十世纪四十年代，龙泉人、国民政府军事参议院上将参议田颂尧会同本乡贤达筹资兴建龙泉中学，并亲任校董事长，军政部兵工署第二储备总库少校库长王治政让出其办公场所南华宫为校舍。1944年，学校成立，校名为“简阳县龙泉镇初级中学”。 1959年，随区划归成都市，更名为“四川省成都市龙泉中学校”。 1978年，被成都市教育局批准为成都市重点中学。 2000年，被四川省教育厅批准为四川省重点中学。 2002年，被四川省教育厅批准为四川省示范性普通高中。 2003年，高中部择新址修建，现为成都市龙泉中学。2004年高初中部正式分离，成都市龙泉外国语实验学校成为一所独立建制的学校，2008年回归为公办学校，2010年，更名为成都市龙泉驿区第七中学校。